# Le Chevalier à la mode
Le Chevalier à la mode (svensk titel: Den alamodiske cavalieren) är en fransk komedi i fem akter med text av Saint-Yon och Florent Carton Dancourt. Komedin översattes till svenska av Carl Eric Wadenstierna och framfördes första gången i Sverige på 1740-talet (eventuellt 1747) på Stora Bollhuset, Stockholm. Mellan 19 oktober 1785 och 12 december 1786 framfördes den 5 gånger på Munkbroteatern, Stockholm.

## Roller
- Baron Villefontaine.
- Fru Patin, änka, kär i baronen.
- Serregort, fru Patins svåger.
- Lucilia, Serreforts dotter.
- En baronessa.
- Lisa, fru Patins kammarpiga.
- Crispin, baronens dräng.
- En notarie.
- La Brie, fru Patins lakej.
- Jasin, baronessans lakej.
- Fru Patins tjänare.[2]